# Miguel Beleza
Luís Miguel Couceiro Pizarro Beleza (ur. 28 kwietnia 1950 w Coimbrze, zm. 22 czerwca 2017 w Lizbonie) – portugalski ekonomista, w latach 1990–1991 minister finansów, w latach 1992–1994 prezes Banco de Portugal.

## Życiorys
Absolwent studiów ekonomicznych w instytucie ISEG na Universidade Técnica de Lisboa z 1972. Doktoryzował się w tej dziedzinie w Massachusetts Institute of Technology. Od 1979 zajmował różne stanowiska w Banco de Portugal, portugalskim banku centralnym. Pracował też jako nauczyciel akademicki, był profesorem na Universidade Nova de Lisboa. Powoływany na dyrektorskie stanowiska w różnych przedsiębiorstwach. 
Działacz Partii Socjaldemokratycznej. W latach 1990–1991 sprawował urząd ministra finansów w drugim rządzie Aníbala Cavaco Silvy. Od 1992 do 1994 był prezesem portugalskiego banku centralnego.
Był bratem polityk Leonor Belezy.

## Odznaczenia
- Krzyż Wielki Orderu Infanta Henryka (2005)[4]
- Krzyż Wielki Orderu Zasługi (1995)[4]